# Wernhard Möschel
Wernhard Möschel (* 16. Juni 1941 in Regensburg; † 9. Februar 2024 in Tübingen) war ein deutscher Rechtswissenschafter.

## Leben
Möschel studierte nach dem Abitur 1961 als Stipendiat der Studienstiftung des deutschen Volkes Rechts- und Wirtschaftswissenschaften an der Westfälischen Wilhelms-Universität in Münster, der Ludwig-Maximilians-Universität München und der Universität Genf. 1965 und 1969 legte er seine juristischen Staatsexamina ab. 1967 wurde er bei Ernst-Joachim Mestmäcker an der Universität Münster zum Dr. jur. promoviert. Seine Habilitation erfolgte 1972 an der Universität Bielefeld.
Von 1973 bis 2009 war er ordentlicher Professor für Bürgerliches Recht, Handels- und Wirtschaftsrecht, Europarecht und Rechtsvergleichung an der Eberhard Karls Universität Tübingen. 1987/88 war er Visiting Professor beim Internationalen Währungsfonds (IWF) in Washington, D.C.
Möschel war Mitglied u. a. des Rates für Forschung, Technologie und Innovation beim Bundeskanzler (1995–1996), der Enquete-Kommission Neue Medien des Deutschen Bundestages (1996–1998), des Wissenschaftlichen Beirats beim Bundesministerium für Wirtschaft und Energie (seit 1987), der Monopolkommission und Vorsitzender des Stiftungsrats des Deutschen Instituts für Japanstudien. Von 1984 bis 2012 war Möschel außerdem Mitglied im Kronberger Kreis. Seit 1994 war er ferner Mitglied der New York Academy of Sciences, von 2002 bis 2010 Senator der Leibniz-Gemeinschaft.
Seine akademischen Schüler, die ordentliche Universitätsprofessuren bekleiden, sind Peter-Christian Müller-Graff, Wolfgang Oehler, Joachim Jickeli, Mathias Rohe, Stefan Bechtold, Florian Bien und Florian Wagner-von Papp. 

## Auszeichnungen
- 1994: Maschinenbau-Preis des VDMA
- 1995: Ludwig-Erhard-Preis für Wirtschaftspublizistik
- 2000: Hayek-Medaille der Friedrich A. von Hayek-Gesellschaft
- 2012: Ehrendoktorwürde der Juristischen Fakultät der Universität Athen
- 2020: Walter Eucken Medaille des Walter-Eucken-Instituts[4]

## Veröffentlichungen (Auswahl)
- Die rechtliche Behandlung der Paralleleinfuhr von Markenware innerhalb der Europäischen Wirtschaftsgemeinschaft (= Wirtschaftsrecht und Wirtschaftspolitik, Bd. 1). Gehlen, Bad Homburg 1968 (Dissertation Universität Münster).
- Das Wirtschaftsrecht der Banken. Die währungs-, bankaufsichts-, kartell- und EWG-rechtliche Sonderstellung der Kreditinstitute (= Wirtschaftsrecht und Wirtschaftspolitik, Bd. 29). Athenäum-Verlag, Wiesbaden 1972 (Habilitationsschrift Universität Bielefeld), ISBN 3-7610-3129-7.
- Der Oligopolmißbrauch im Recht der Wettbewerbsbeschränkungen. Eine vergleichende Untersuchung zum Recht der USA, Großbritanniens, der EWG und der Bundesrepublik Deutschland (= Wirtschaftswissenschaftliche und wirtschaftspolitische Untersuchungen, Bd. 10). Mohr Siebeck, Tübingen 1974, ISBN 3-16-335752-0.
- Das Trennsystem in der U.S.-amerikanischen Bankwirtschaft. Eine normative und faktische Analyse (= Studien zum Bank- und Börsenrecht, Bd. 3). Nomos, Baden-Baden 1978, ISBN 3-7890-0408-1.
- Pressekonzentration und Wettbewerbsrecht. Marktbeherrschung, unlauterer Wettbewerb und Sanierungsfusionen im Pressebereich (= Tübinger rechtswissenschaftliche Abhandlungen, Bd. 50). Mohr, Tübingen 1978, ISBN 3-16-640992-0.
- Entflechtungen im Recht der Wettbewerbsbeschränkungen. Eine vergleichende rechtspolitische Studie (= Wirtschaftswissenschaftliche und wirtschaftspolitische Untersuchungen, Bd. 16). Mohr, Tübingen 1979, ISBN 3-16-642292-7.
- Zur Problematik einer Kriminalisierung von Submissionsabsprachen. Heymann, Köln 1980, ISBN 3-452-18836-1.
- Recht der Wettbewerbsbeschränkungen. Heymann, Köln 1982, ISBN 3-452-19390-X.
- Bankenrecht im Wandel (= Wirtschaftsrecht und Wirtschaftspolitik, Bd. 239). Nomos, Baden-Baden 2010, ISBN 978-3-8329-5128-3.
- Wirtschaftsrecht im Wandel (= Wirtschaftsrecht und Wirtschaftspolitik, Bd. 256). Nomos, Baden-Baden 2011, ISBN 978-3-8329-6891-5.

Festschriften
- Stefan Bechtold (Hrsg.): Recht, Ordnung und Wettbewerb. Festschrift zum 70. Geburtstag von Wernhard Möschel. Nomos, Baden-Baden 2011, ISBN 978-3-8329-4568-8.

- Joachim Jickeli Bien/Peter-Christian Müller-Graff (Hrsg.): Maß- und Gradfragen im Wirtschaftsrecht. Liber discipulorum zum 80. Geburtstag von Wernhard Möschel. Nomos, Baden-Baden 2021, ISBN 978-3-8487-7056-4.